# Rankenwürmer
Die Rankenwürmer oder Fadenkiemer (Cirratulidae) sind eine Familie als Filtrierer oder Substratfresser lebender Vielborster (Polychaeta), die in Meeren weltweit mit oder ohne Röhre in Schlamm oder Felsspalten zu finden sind.

## Merkmale
Die Cirratulidae werden 1 bis 25 cm lang und haben einen meist zylindrischen, an beiden Enden sich verjüngenden Körper mit zahlreichen Segmenten. Einige sind dunkelgrün bis schwarz (Dodecaceria), andere orangerot (Cirriformia). Sie haben ein kegelförmiges oder vorn gerundetes Prostomium, an dem bei manchen Arten ein Paar Augenflecken sitzt, während andere Arten blind sind. Antennen fehlen bei allen Cirratulidae. Das manchmal verlängerte Peristomium ist mit zumindest den beiden folgenden Segmenten verschmolzen. Bei den meisten Arten sitzt (in den Gattungen Dodecaceria, Tharyx, Monticellina, Aphelochaeta, Chaetozone und Caulleriella) am hinteren Ende des Peristomiums ein Paar Palpen mit Wimpernrinne, während es bei anderen Arten (in den Gattungen Cirriformia und Cirratulus) an der Rückenseite des vordersten oder der vorderen borstentragenden Segmente in zwei Reihen zahlreiche filamentartige Palpen gibt. Die vorderen Segmente sind meist sehr kurz im Vergleich zu den mittleren und hinteren, die perlenförmig (Aphelochaeta, Chaetozone, Monticellina) oder wie die anderen mehr oder weniger zylindrisch sein können (Tharyx, Cirriformia). Die Parapodien sind verzweigt und haben Papillenlappen und einfache kapillarförmige, hakenförmige oder stachelförmige Borsten. An jedem Segment sitzen rückenseitig paarige, schlanke, fadenförmige Kiemen, meist über den ganzen Körper hinweg. Am Pygidium sitzen meist ein kleiner Bauchlappen und ein endständiger After, aber keine Cirren.
Die Cirratulidae haben einen unbewaffneten, vorstreckbaren Pharynx, der sich an der Bauchseite befindet. Das geschlossene Blutgefäßsystem verfügt über ein zentrales Herz. Es gibt verschiedene Blutfarbstoffe: Bei Cirriformia und Cirratulus sind es die braunen Atempigmente Coproporphyrin, Coprohaematin und Urohaematin, während es bei Dodecaceria ein gelbgrünes, fluoreszentes, wasserlösliches Atempigment gibt. Die Cirratulidae haben vorn ein einziges Paar der Ausscheidung dienender Mixonephridien und bei den meisten Arten hinten zahlreiche Paare von Gonodukten. Bei manchen Arten wie Cirratulus anchylochaeta und Chaetozone setosa fehlen diese allerdings, und es wird vermutet, dass die Gameten durch Zerreißen der Körperwand oder über die vorderen Mixonephridien entlassen werden.

## Lebensraum und Lebensweise
Die Cirratulidae graben sich meist durch weiches Sediment, doch leben manche in Felsspalten oder unter großen Algen oder Seegras. Manche Arten bauen sich Wohnröhren aus Calciumcarbonat, und wieder andere können sich in hartes Substrat aus Calciumcarbonat wie Korallenskelette oder Molluskenschalen bohren.
Die Cirratulidae ernähren sich als Filtrierer oder Substratfresser von Detritus und Mikroorganismen.

## Fortpflanzungszyklus
Die meisten Cirratulidae sind getrenntgeschlechtlich, und beide Geschlechter entlassen ihre Gameten ins freie Meerwasser, wo die Befruchtung stattfindet. Bei wenigen Arten, darunter Cirratulus cirratus und in der Gattung Dodecaceria, kommt Epitokie vor. Die Zygoten entwickeln sich zu frei schwimmenden Larven, die nach einer Phase als Zooplankton niedersinken und zu kriechenden Würmern metamorphosieren.
Ungeschlechtliche Vermehrung durch Architomie ist in einigen Arten der Gattungen Cirratulus, Timarete und Dodecaceria beobachtet worden, in der letztgenannten Gattung zudem Parthenogenese.

## Gattungen
Die Gattungen der Cirratulidae sind systematisch bisher wenig bearbeitet. Blake nahm 1996 eine teilweise Revision der Gattungen vor und unterteilte sie in drei Gruppen: Cirratulidae mit vielen Tentakeln (Gattungen Cirratulus und Cirriformia), Cirratulidae mit zwei Tentakeln, die auf weichem Substrat leben (Gattungen Caulleriella, Chaetozone, Tharyx) und Cirratulidae mit zwei Tentakeln, die auf hartem Substrat leben (Gattung Dodecaceria).
Die Familie Cirratulidae wird in folgende Gattungen unterteilt:
- Aphelochaeta Blake, 1991
- Caulleriella Chamberlin, 1919
- Chaetozone Malmgren, 1867
- Cirratulus Lamarck, 1801
- Cirriformia Hartman, 1936
- Dodecaceria Örsted, 1843
- Heterocirrus Grube, 1855
- Monticellina Laubier, 1961
- Protocirrineris Czerniavsky, 1881
- Tharyx Webster & Benedict, 1887
- Timarete Kinberg, 1866
- Audouina Hartman, 1936
- Audouinia Quatrefages, 1865